# رودوان بایگوت
رودوان بایگوت (به انگلیسی: Rıdvan Baygut؛ زاده ۳ مارس ۱۹۸۵) یک تکواندوکار ترک و قهرمان اروپا است که در کلاس سبک‌وزن رقابت می‌کند. او ۱٫۸۱ متر (۵٫۹ فوت) قد و ۷۲ کیلوگرم (۱۵۹ پوند) وزن دارد.
بایگوت با داشتن مدرک تربیت بدنی و ورزش از دانشگاه ساکاریا، از سال ۱۹۹۷ عضو باشگاه توزلا بلدیسپور در توزلا، استانبول است.
رودوان بایگوت در سالهای ۲۰۰۸ و ۲۰۱۰ قهرمان اروپا شد. همچنین در مسابقات قهرمانی تکواندو اروپا ۲۰۱۲، که در منچستر، انگلستان برگزار شد، به مدال نقره دست یافت.